# Stefan Kneer
Stefan Kneer (* 19. Dezember 1985 in Bühl) ist ein ehemaliger deutscher Handballspieler. Seine Spielposition war im linken Rückraum. Mittlerweile ist er als Handballtrainer tätig.

## Karriere
Seine Karriere begann Kneer beim BSV Phönix Sinzheim. Danach wechselte er zum ThSV Eisenach in die 2. Handball-Bundesliga. 2006 ging er dann zum frischgebackenen Erstligisten HBW Balingen-Weilstetten. In der Saison 2007/08 erzielte Kneer für den HBW in 33 Spielen 129 Tore; in der Saison zuvor waren es 90 Tore in 26 Spielen. Nachdem er ab 2008 beim TV Großwallstadt spielte, wechselte Kneer zur Saison 2012/13 zum SC Magdeburg. 2014 bis 2016 spielte er für die Rhein-Neckar Löwen und ab Sommer 2016 für die HSG Wetzlar. Zur Saison 2020/21 wechselte er zum TV Hüttenberg. In der Saison 2021/22 war Kneer beim TV Hüttenberg als Co-Trainer tätig. Weiterhin stand er der Mannschaft als Stand-by-Spieler zur Verfügung. Anschließend beendete Kneer seine Karriere, blieb dem TV Hüttenberg jedoch als Co-Trainer erhalten.
Der Masterabsolvent (International Management) hat 73 Länderspiele für Deutschland bestritten.

### Bundesligabilanz
| Saison    | Verein                   | Spielklasse | Spiele | Tore | 7-Meter | Feldtore |
| --------- | ------------------------ | ----------- | ------ | ---- | ------- | -------- |
| 2006/07   | HBW Balingen-Weilstetten | Bundesliga  | 26     | 90   | 0       | 90       |
| 2007/08   | HBW Balingen-Weilstetten | Bundesliga  | 33     | 129  | 0       | 129      |
| 2008/09   | TV Großwallstadt         | Bundesliga  | 31     | 117  | 0       | 117      |
| 2009/10   | TV Großwallstadt         | Bundesliga  | 34     | 140  | 0       | 140      |
| 2010/11   | TV Großwallstadt         | Bundesliga  | 27     | 96   | 0       | 96       |
| 2011/12   | TV Großwallstadt         | Bundesliga  | 31     | 140  | 0       | 140      |
| 2012/13   | SC Magdeburg             | Bundesliga  | 29     | 110  | 0       | 110      |
| 2013/14   | SC Magdeburg             | Bundesliga  | 34     | 149  | 0       | 149      |
| 2014/15   | Rhein-Neckar Löwen       | Bundesliga  | 36     | 27   | 0       | 27       |
| 2015/16   | Rhein-Neckar Löwen       | Bundesliga  | 31     | 13   | 0       | 13       |
| 2006–2016 | gesamt                   | Bundesliga  | 312    | 1011 | 0       | 1011     |

## Trainer
Im August 2021 schloss er in der Sportschule Hennef die B-/C-Trainer-Kurzausbildung des Deutschen Handballbundes für ehemalige und aktuelle Profis ab. Die A-Lizenzausbildung schloss er 2022/23 als Jahrgangsbester ab. Juli 2023 übernahm er das Traineramt des Zweitligisten TV Hüttenberg.

## Erfolge
- Jugend-Vizeeuropameister 2003
- Junioren-Europameister 2004
- 4. Platz Junioren-WM 2005
- Deutscher Meister 2016 mit den Rhein-Neckar Löwen